# La Buenaventura (Julio Romero de Torres)
La Buenaventura es un cuadro realizado hacia 1922 por el pintor español Julio Romero de Torres. Sus dimensiones son de 106 × 163 cm.
Este cuadro muestra a dos mujeres sentadas sobre el alféizar de una ventana y, al fondo, una vista de la ciudad de Córdoba, con la fuente de la Fonseca, el palacio del marqués de la Fuensanta del Valle y el Cristo de los Faroles.
Se expone en el Museo Carmen Thyssen Málaga.